# Sari-Solenzara
Sari-Solenzara är en kommun i departementet Corse-du-Sud på ön Korsika i Frankrike. Kommunen ligger  i kantonen Porto-Vecchio som tillhör arrondissementet Sartène. År 2022 hade Sari-Solenzara 1 447 invånare.

## Befolkningsutveckling
Antalet invånare i kommunen Sari-Solenzara
Referens:INSEE